# Heroldia
Heroldia – urząd, zwykle monarszy, czasem państwowy lub prywatny, zajmujący się administrowaniem tytułami szlacheckimi – gromadzący i sprawdzający informacje o nadaniach tytułów, nobilitacjach, indygenatach, gromadzący wizerunki herbów wraz z nazwiskami rodów, którym herby te są przypisane, oraz dbający o poprawność tych herbów. W wielu krajach, zwłaszcza obecnie np. w Wielkiej Brytanii, heroldie zajmują się nie tylko herbami rodowymi, ale i herbami, godłami i flagami korporacji, firm, organizacji i innych osób prawnych.

## Historia
Znamy też heroldów królów polskich, ale urząd ten nie przetrwał do czasów nowożytnych. Sprawy sporne dotyczące szlachectwa, przynależności rodowej, a zatem i herbów, rozstrzygane były po roku 1578 przez Trybunał Koronny, pełniący tym samym funkcję kontrolną heroldii. Funkcję kreacyjną heroldii pełniła Kancelaria Królewska. Urzędy heroldii pojawiły się na ziemiach polskich dopiero z nastaniem czasu zaborów. Były to jednak heroldie państw zaborczych i zajmowały się swoimi tytułami szlacheckimi. Ponadto w latach 1836–1861 w zaborze rosyjskim, na ziemiach utworzonego autonomicznego Królestwa Polskiego, istniała osobna od rosyjskiej Heroldia Królestwa Polskiego – centralny urząd heraldyczny zajmujący się sprawdzaniem dowodów szlachectwa.
Współcześnie heroldie funkcjonują w większości monarchii, a także w krajach o ustroju republikańskim, należących do Brytyjskiej Wspólnoty Narodów i uznających tradycyjnie brytyjskiego suwerena za głowę państwa.
W wielu republikach część funkcji heroldii przejęły urzędy, lokalizowane zwykle przy ministerstwach spraw wewnętrznych, zajmujące się heraldyką terytorialną. W Polsce podobną funkcję pełni Komisja Heraldyczna. W wielu krajach istnieją również wojskowe odpowiedniki heroldii, zajmujące się zatwierdzaniem, konsultacją i rejestracją odznak, insygniów i symboli wojskowych.
W państwach, w których zostały zniesione tytuły i przywileje szlacheckie, m.in. w Niemczech, Rosji, Stanach Zjednoczonych, Włoszech, funkcjonują prywatne instytucje o charakterze heroldii, zajmujące się rejestracją nowych i starych herbów. Niekiedy są to firmy nastawione na komercję i wydające bezprawnie nadania lub potwierdzenia tytułów szlacheckich i arystokratycznych. Wiele jednak takich prywatnych heroldii to poważne instytucje, działające niekiedy od końca XIX w., dbające o zgodne z regułami heraldyki projektowanie nowych herbów i unikające działań mogących budzić podejrzenia uzurpacji. Najpoważniejsze heroldie tego typu działają w Niemczech, gdzie herby mieszczańskie i chłopskie mają wielowiekową tradycję. Większość powiązana jest z naukowymi stowarzyszeniami heraldycznymi.
W Polsce istnieje kilka podobnych firm, jednak mają one niejasne kryteria rejestracji herbów lub opierają się na związkach z fikcyjnymi dworami samozwańczych pretendentów do polskiego tronu.
Swoje heroldie mają też istniejące współcześnie zakony rycerskie, przy czym działalność tych instytucji ogranicza się z reguły jedynie do kandydatów do danego Zakonu i jego członków przyjmowanych po tzw. „sprawiedliwości”.

## Współczesne heroldie państwowe
- King of Arms, College of Arms(inne języki) – urzędy heroldii Anglii;
- Court of the Lord Lyon – heroldia Szkocji;
- The Canadian Heraldic Authority – heroldia Kanady;
- The U.S. Army Institute of Heraldry – Instytut Heraldyczny Armii Stanów Zjednoczonych;
- Chief Herald of Ireland – heroldia Irlandii;
- Heraldický register Slovenskej republiky – heroldia Słowacji;
- Riksheraldikerämbetet – heroldia Szwecji;
- Vlaamse Heraldische Raad – heroldia Flandrii.

## Współczesne heroldie prywatne
Wymienione zostały jedynie najbardziej znane, szczególnie te, które działają co najmniej kilka lat i wykazują dbałość o zasady heraldyki.
- Collegium Heraldicum Russiae – Rosyjskie Kolegium Heraldyczne;
- Swedish Heraldry Society – Szwedzkie Towarzystwo Heraldyczne;
- The American College of Heraldry – Amerykańskie Kolegium Heraldyczne;
- Niemiecka Rola Herbowa;
- Niedersächsischen Wappenrolle – Dolnosaksońska Rola Herbowa;
- Nova Heroldia – polska heroldia wydająca Pierwszą Otwartą Księgę Herbową;
- Collegium Heraldicum Concordiae – polska heroldia zajmująca się projektowaniem herbów na zasadach „herbu mieszczańskiego”[2];
- Instytut Heraldyczno-Weksylologiczny A. Znamierowskiego;
- Stemmario Italiano – Włoska Rola Herbowa;
- International Association of Amateur Heralds – międzynarodowe stowarzyszenie heraldyków-amatorów, zajmujące się m.in. bezpłatnym projektowaniem nowych herbów rodowych, osobistych i korporacyjnych.

## Współczesne heroldie powiązane z pretendentami do tronów
Niektórzy mniej lub bardziej legalni pretendenci do tronów, niekiedy głowy rzeczywistych dawnych dynastii panujących, często jednak uzurpatorzy, tworzą własne heroldie. Trudno ocenić legalność tych instytucji, wiele z nich ma charakter bądź snobistycznej zabawy, bądź komercji.
- The Imperial Ethiopian College of Heraldry of the Solomonic Crown – Kolegium Heraldyczne Cesarstwa Etiopii;
- The Imperial College of Heraldry of the Holy Roman Empire – Kolegium Heraldyczne Świętego Cesarstwa Rzymskiego;
- Polski Ruch Monarchistyczny – heroldia partii skupionej wokół „regenta” Leszka Wierzchowskiego;
- Unia Polskich Ugrupowań Monarchistycznych – heroldia partii skupionej wokół „regenta” Aleksandra Podolskiego.

## Heroldie istniejących współcześnie Zakonów rycerskich
- Urząd Heraldyczny Wojskowego i Szpitalnego Zakonu Świętego Łazarza z Jerozolimy w Polsce

## Heroldie państw wirtualnych i fikcyjnych
Wirtualne państwa (mikronacje), przede wszystkim te o ustroju monarchicznym i z występującą hierarchią szlachecką, często zakładają swoje własne heroldie. Ma to zazwyczaj charakter intelektualnej zabawy, połączonej ze studiowaniem reguł rzeczywistej heraldyki. Istnieją również heroldie fikcyjnych państw. podlegających międzynarodowemu stowarzyszeniu The Society for Creative Anachronism. Zajmuje się ono odtwarzaniem historycznych i fikcyjnych państw z XV-XVII wieku – na wzór bractw rycerskich. Grupuje ono ponad 30 tys. członków z różnych krajów, tworzących 19 „królestw”.
- Heroldia Dreamlandu, polskiej mikronacji
- Heroldia Drachenwaldu
- Heroldia Wschodniego Królestwa